# Argo City
Argo City è una città kryptoniana immaginaria dell'Universo DC, e luogo di nascita di Supergirl. Argo City fu vista per la prima volta in Action Comics n. 252 (maggio 1959).

## Pre-Crisis

### Terra-1
Argo City era una delle città più vaste del pianeta Krypton (le altre erano Kandor e Kryptonopolis). Avvertiti dell'imminente distruzione del pianeta da suo fratello Jor-El, lo scienziato Zor-El convinse i comandanti di Argo City a costruire un campo di forza a forma di cupola intorno al perimetro della città. La cupola permise alla città di sopravvivere alla distruzione di Krypton, e provvide ossigeno e luce agli abitanti. La stessa reazione a catena che trasformò il resto di Krypton in kryptonite cominciò ad influire sulla superficie di Argo City; i kryptoniani sopravvissuti coprirono il pavimento della città con il piombo, proteggendo chiunque dai raggi mortali. Zor-El e sua moglie infine ebbero una figlia di nome Kara, la futura Supergirl.
Circa trent'anni dopo la distruzione di Krypton un'enorme pioggia di meteoriti trafisse il rivestimento di piombo di Argo City, condannando gli abitanti ad una morte lenta. In disperazione, Zor-El inviò Kara in una navicella spaziale sulla Terra, dove suo cugino Kal-El (Superman) la aiutò a divenire Supergirl. Zor-El e Alura sopravvissero nella "Zona di Sopravvivenza", una dimensione parallela simile alla Zona Fantasma, ma gli altri abitanti di Argo City perirono.

## Post-Crisi
Recentemente Argo venne mostrata ancora in continuità. Nel numero 6 di Supergirl, Supergirl e Power Girl viaggiarono nella città bottiglia di Kandor. Qui, Supergirl affermò che la città di Argo esisteva ancora, e che ne era alla ricerca dato che era un pezzo della sua casa.
In Action Comics n. 869 fu rivelato che prima della distruzione di Krypton, Zor-El e Alura utilizzarono la tecnologia dello scudo di Brainiac per creare una cupola sulla loro casa di Argo City proteggendola per un breve periodo dopo la distruzione del pianeta. Poco dopo, sentendo la sua tecnologia in funzione, Brainiac trovò la città fluttuante nello spazio e la integrò dentro Kandor ed ogni persona non necessaria nella città fu uccisa. Superman infine trovò la città nella navicella di Brainiac.
Durante l'integrazione, Zor-El e Alura inviarono Kara-El sulla Terra per trovare il suo cugino neonato Kal-El.

## Versioni alternative
Argo City fu menzionata nella miniseri e crossover della DC/Dark Horse Comics Superman/Aliens. Nella storia, comparve una sonda che sembrava kryptoniana che si schiantò sulla Terra, e portò Superman ad una Argo City che fu sovrafollata di xenomorfi della saga di Alien. Superman strinse amicizia con una sopravvissuta di nome Kara ed insieme distrussero la città e gli alieni. Superman, che fu avvicinato da uno Stringifaccia, si rifugiò in un guscio e rigurgitò l'alieno una volta che ritornò sulla Terra e al suo sole giallo. Sebbene morta, Kara riuscì a scappare in un guscio diverso. In questa storia, fu rivelato che Argo City non era parte di Krypton, e ricevette la sua influenza da parte dei kryptoniani da un clerico kryptoniano anni prima.

## Comparse in altri media
Nel film Supergirl del 1984, Argo City fu mostrata come sopravvissuta in una tasca di una dimensione extradimensionale, la cui vita era sostenuta da un dispositivo chiamato Omegahedron, la cui perdita da il via alla trama del film.
Nella serie televisiva Superman: La Serie Animata, Argo fu dichiarato nome del pianeta gemello di Krypton spinto fuori dall'orbita dopo la distruzione di Krypton, con la criogenicamente congelata Supergirl come unica sopravvissuta du un piccolo insediamento di coloni kryptoniani.
Nella serie TV Supergirl la città viene menzionata dall'intelligenza artificiale della Fortezza della solitudine, Astra testò sugli abitanti l'arma per il controllo delle menti Myriad. Compare per la prima volta nella terza stagione in "Dark Side of the Moon" in cui Supergirl e Mon-El scoprono che è scampata alla distruzione.
Argo City comparve nel romanzo di Kevin J. Anderson The Last Days of Krypton. Nella scena finale del romanzo, come Krypton esplode, Argo City venne scagliata nello spazio intatta, sebbene i suoi abitanti non sembrano capire cosa stia accadendo.